# The Flame in All of Us
The Flame in All of Us è il quinto album studio dei Thousand Foot Krutch, pubblicato il 18 settembre 2007 dalla Tooth & Nail Records.

## Tracce
1. The Flame In All Of Us – 3:22
2. Falls Apart – 3:35
3. New Drug – 2:44
4. What Do We Know? – 3:19
5. Favorite Disease – 3:47
6. My Home – 3:41
7. My Own Enemy – 3:01
8. Learn To Breathe – 4:08
9. Inhuman – 4:06
10. Broken Wing – 3:55
11. The Safest Place – 4:08
12. Wish You Well – 7:44 – include la traccia fantasma The Last Song a partire da 4:06
13. Wish You Well – 3:50 – versione piano, esclusiva della Family Christian Stores

## Formazione
- Trevor McNevan - voce
- Steve Augustine - batteria
- Joel Bruyere - basso